# Nerv mixt
Nervul mixt este un nerv care îndeplinește ambele funcții, atât senzitive cât și efectoare, transmițând informația fie de la nervul receptor spre sistemul nervos central iar apoi către creier, fie invers, transmițând impulsuri.